# Bruflat
Bruflat este o localitate situată în partea de sud-est a  Norvegiei, în provincia Innlandet. Este reședința comunei Etnedal. Până la data de 1.1.2020, Bruflat a aparținut provinciei Hedmark. Biserica din localitate datează din 1750.